# Jonas Gahr Støre
Jonas Gahr Støre (født 25. august 1960 i Oslo) er en norsk politiker, der er Norges statsminister siden den 14. oktober 2021. Derudover er han den nuværende leder for Arbeiderpartiet (2014–). Han er tidligere udenrigsminister fra 2005 til 2012  og sundhedsminister i Jens Stoltenbergs anden regering.
Siden 2009 har han også været valgt til Stortinget fra Oslo valgkreds. Støre var statssekretær i Statsministeriet i Norge 2000–2001. Han har arbejdet for humanitære organisationer, herunder som generalsekretær for Norges Røde Kors 2003–2005.

## Baggrund og uddannelse
Jonas Gahr Støres familie grundlagde jernstøberivirksomheden Jøtul, som i 1970'erne blev solgt til Norcem. Støre er i dag en formuende mand, som oprindelig stammer fra opgøret ved salget af virksomheden.
Støre tog Sjøkrigsskolen i 1979–1981, og er uddannet i statsvidenskab med specialisering i historie og socialøkonomi fra Institut d'études politiques de Paris i Frankrig (1981–1985). 
Han er gift og har tre børn.